# Церква Різдва святого Іоана Предтечі (Борщів)
Церква Різдва святого Іоана Предтечі в Борщеві — парафія і храм Борщівського благочиння Тернопільської єпархії Православної церкви України в місті Борщів Чортківського району Тернопільської области.

## Історія церкви
У 1991 році на Йордан у Борщеві вперше відбулося освячення води та святкове богослужіння. На честь цієї події та хрещення Ісуса Іваном Хрестителем, майбутній храм вирішили назвати храмом Народження Івана Хрестителя.
17 липня 1991 року архієпископ Тернопільський і Бучацький Василій освятив перший камінь для будівництва.
Будівництвом храму керував о. Іван Яворський. Значну допомогу надали колектив Борщівського цукрового заводу та православні парафіяни з різних населених пунктів. За свій внесок у будівництво директор заводу Валерій Космацький був нагороджений Патріархом Київським і всієї Руси-України Філаретом орденом Святого Миколая Чудотворця.
7 липня 1994 року архієпископ Василій разом з майже 40 священниками освятив новозбудований храм.
У 2010 році єпископ Тернопільський та Бучацький Нестор освятив оновлений храм.

## Парохи
- о. Іван Яворський (до 1999),
- о. Іван Яворський (молодший, з червня 1999).